# Ванишковце
Ванишковце (словац. Vaniškovce) — село и одноимённая община в районе Бардеёв Прешовского края Словакии. В письменных источниках начинает упоминаться с 1345 года.

## География
Село расположено в центральной части края, к западу от автодороги 545. Абсолютная высота —  389 метров над уровнем моря. Площадь муниципалитета составляет 4,8 км².

## Население
| Год:                | 1994 | 2004    | 2014     | 2024    |
| ------------------- | ---- | ------- | -------- | ------- |
| Количество человек: | 343  | 335     | 385      | 401     |
| Разница:            |      | −2,33 % | +14,92 % | +4,15 % |

По данным последней официальной переписи 2011 года, численность населения Ванишковце составляла 375 человек.